# 삼성 갤럭시 A3

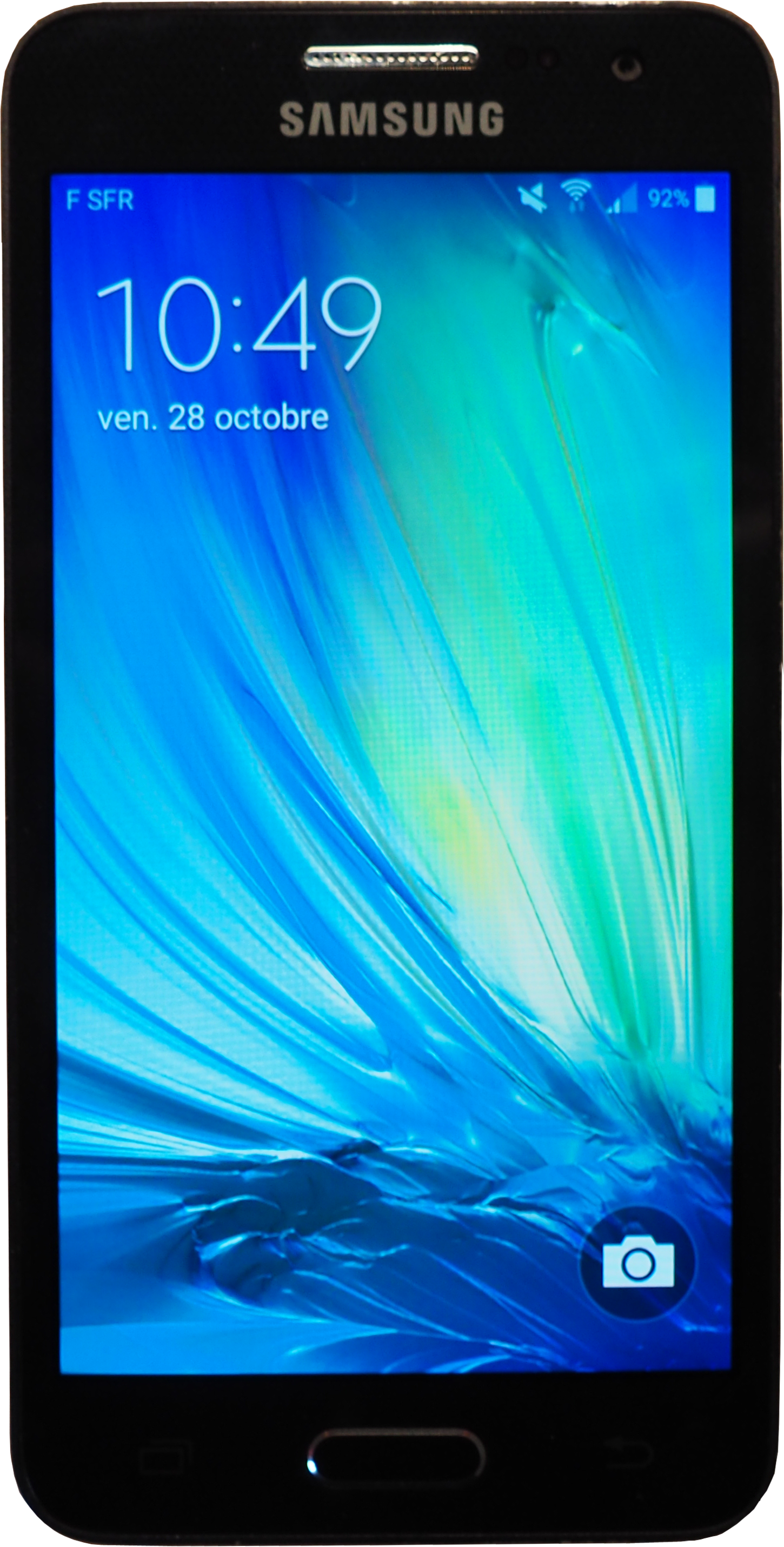
삼성 갤럭시 A3

삼성 갤럭시 A3 (Samsung GALAXY A3)은 2014 10월에 공개된 삼성전자의 스마트폰이다. 대한민국에서는 자급제 모델로 출시되었으며, 모델명은 SM-A300이다. 갤럭시 A 2015 시리즈는 지문인식 센서가 탑재되지 않았다.

## 디자인
| 갤럭시 A3 |               |
| 색상      | 이름          |
|           | 미드나 블랙   |
|           | 펄 화이트     |
|           | 라이트 블루   |
|           | 샴페인 골드   |
|           | 플레티넘 실버 |
|           | 소프트 핑크   |

## 관련 기종
- 삼성 갤럭시 A3 (2016)
- 삼성 갤럭시 A3 (2017)